# 杜伊特

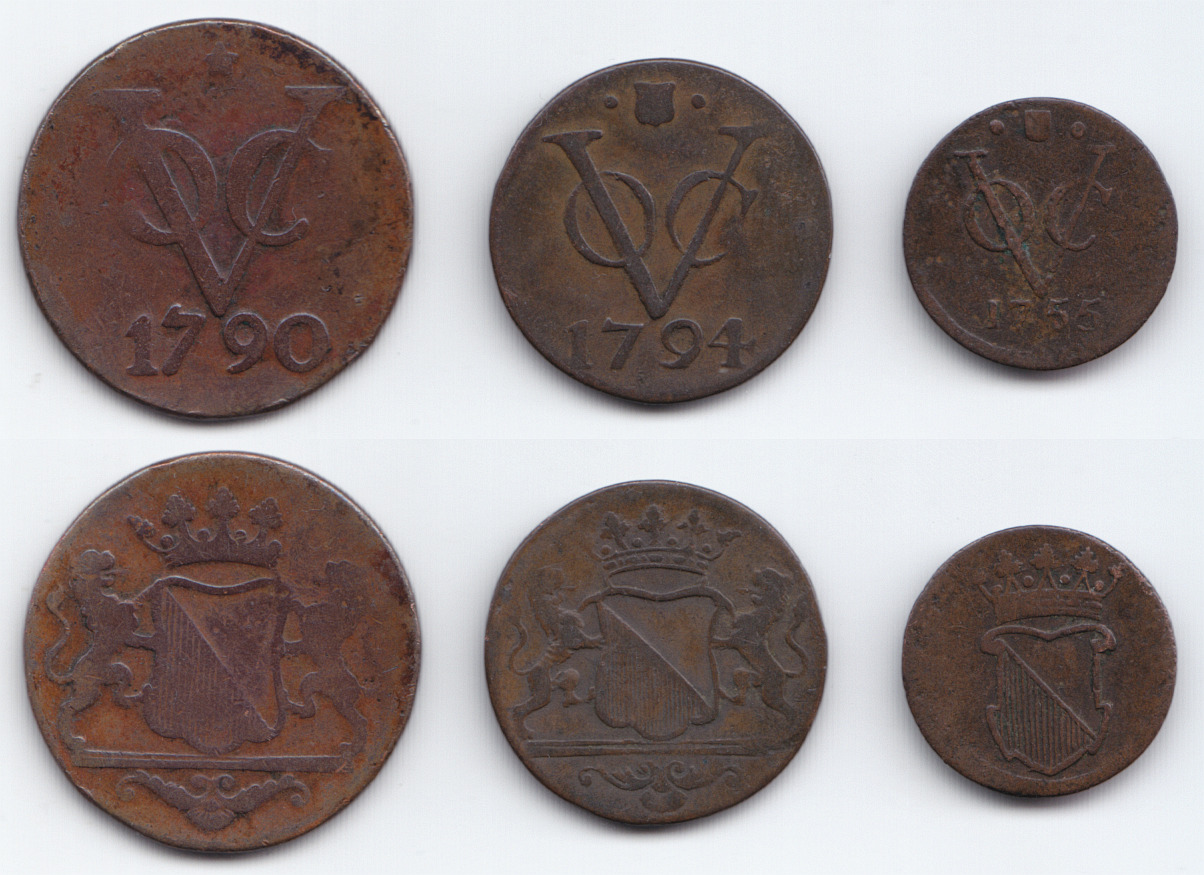
2杜伊特、1杜伊特及0.5杜伊特銅幣 - 烏得勒支市鑄造，荷蘭東印度公司發行使用

杜伊特 (荷蘭語：Duit； 發音：[/ˈdujt/]； 复数：duiten ) 是一种古老的荷兰铜幣。 它最初是由荷兰共和国境内所制造並使用，后来由於荷兰东印度公司將這種貨幣運用在其東方殖民地上而成为一种国际貿易货币。  它的價值为1/8斯圖伊弗 (Stuiver) 。 

## 词源
从词源上来说，duit这个词来自中古荷兰语，意思是一种小硬币，而這個名詞可再追朔至古諾斯語單字“thveit”，字面意思是“切下一塊”，後來引申為小硬幣。 

## 历史
该硬币于 17 世纪在荷兰共和国首次铸造，并在荷兰发行，直到1816年其地位才被一分和半分硬币取代。杜伊特起先由七個省份鑄造：荷蘭省、泽兰省、乌得勒支市、海尔德兰省、弗里斯兰省、上艾瑟尔省、格羅寧根和奧默蘭。此外，他們的杜伊特是在西弗里斯兰製作的，西弗里斯蘭是荷蘭省的一部分。每個省份鑄造的硬幣都有自己的差異：正面是省名和發行年份，反面是紋章。烏得勒支的硬幣上的徽章不是該省的徽章，而是該市的徽章，並刻有“STAD UTRECHT”（烏得勒支市）的銘文。弗里斯蘭（弗里西亞）和西弗里西亞（西弗里西亞）的硬幣則是在紋章的一些細節（如獅子頭的角度和紋章上橫條的數量）上有所不同。
杜伊特還用於荷蘭在美洲的殖民地（新阿姆斯特丹、荷属安的列斯）和荷屬圭亞那以及在非洲的荷屬开普殖民地。 另外還有用在亞洲的荷蘭東印度公司所控制的領土（荷屬開普敦殖民地、荷屬東印度群島、荷屬錫蘭)。而在亞洲的銅和銀的價格比率在這些殖民地中一杜伊特等於 1/4 斯圖伊弗。但這種情況導致來自荷蘭的關稅不受控制地湧入。為了防止硬幣走私進入其領土，荷兰东印度公司（VOC）獲得鑄造自己硬幣的許可，將其公司的字母簡稱-“VOC”放在正面 。這些硬幣在荷蘭國內被禁止流通，如同禁止在殖民地內使用沒有字母組合的硬幣流通一樣。
杜伊特硬币的最大使用地是爪哇。 
這種海外殖民地的硬币在荷兰被长期稱為vierduitstuk (四套)或“plak”  ，因为它一枚的價值等同於國內的4杜伊特 。 

## 价值
根据荷兰國內的用法，8杜伊特=1斯圖伊弗，160杜伊特相当于1荷兰盾。
1726年使用于荷属东印度群岛殖民地时，1殖民地杜伊特則相当于四分之一个斯圖伊弗（即4杜伊特=1斯圖伊弗）。 
最初的杜伊特硬币是用铜铸造的，但杜特的精制币也用银和金铸造。 

## 荷兰语中的表达
荷兰语有许多以duit一词为特色的表达方式、谚语和俗语，包括： 
- “把一枚杜伊特放进袋子里”（ ) – 贡献一点东西
- “他是个杜伊特小偷。” （ ）—— 他是个守财奴。
- “他屎尿很多，卻沒半枚杜伊特。” ( ) – 他是个吹牛者。
- “像價值三杜伊特的黑線鱈一樣勇敢”（ ) – 害怕懦弱
- “給某人四杜伊特”（ ) – 告诉某人真相

## 影響
荷兰杜伊特硬幣的最大单一使用地區是爪哇。而锡兰和马拉巴尔也确实流通了这些硬币。 由于這個货币单位在整个马来群岛广泛使用， duit这个词最终被吸收到马来语词汇中，成为除wang （马来西亚语拼写）和uang （印尼语拼写）之外的俚语，表示“金钱”。
杜伊特也被称为“纽约便士”，因为它在荷兰新阿姆斯特丹（后来的纽约）以及多年后（在荷兰统治结束很久之后）一直用作殖民地货币单位。
Duit也在克利夫斯和格尔德斯公國流传，这可能就是"kein Deut" 这个片語會在18世纪出現在德語世界的原因，意思是“一点也不” 。 
Duit (Duttu) 是泰米尔语中小面额货币 （页面存档备份，存于）的俚语。
在现代印度尼西亚，Duit也是表示金钱的俚语。

## 圖片

流通於國內的各省杜伊特
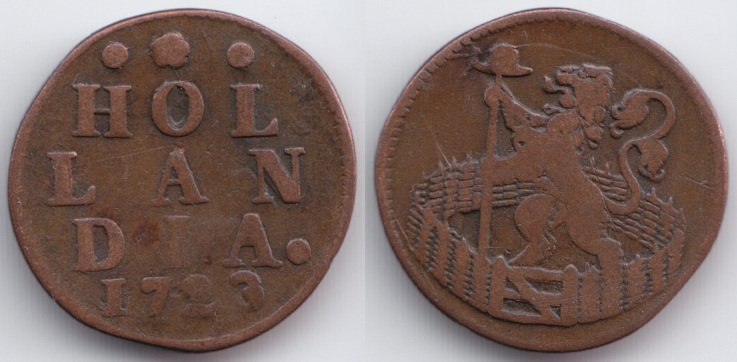
1杜伊特, 1723年 荷蘭
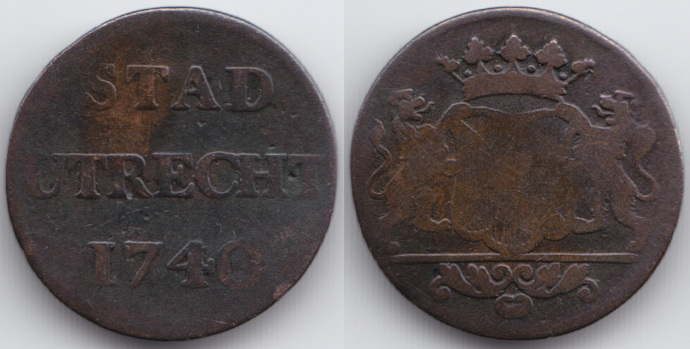
1杜伊特, 1740年 乌德勒支领地
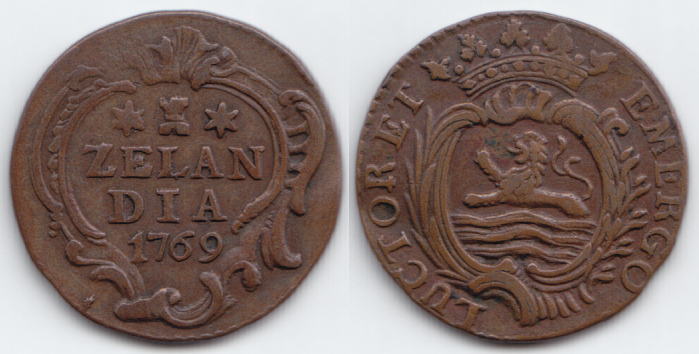
1杜伊特, 1769年 泽兰伯国
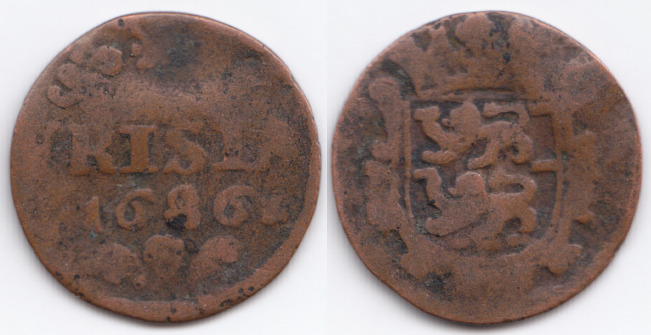
1杜伊特, 1686年 弗里斯蘭省
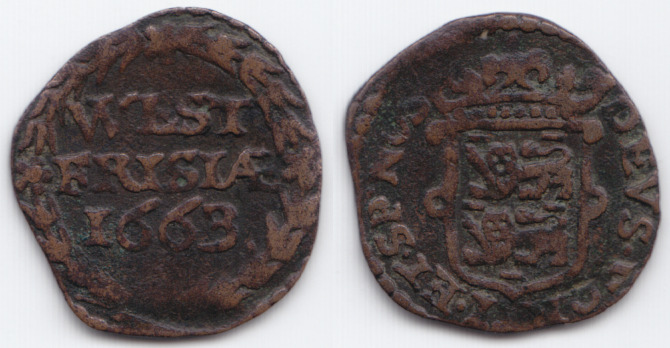
1杜伊特, 1663年 西弗里斯蘭
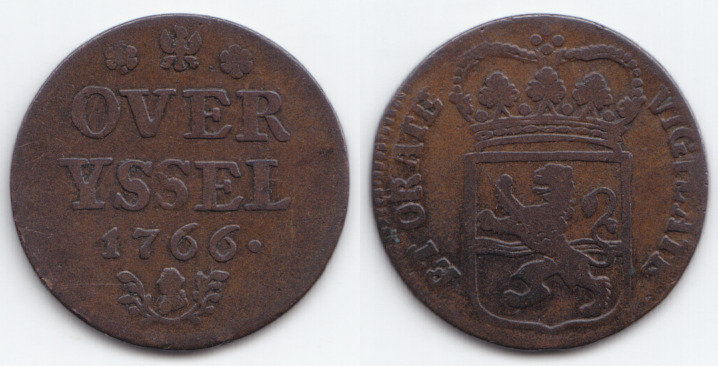
1杜伊特, 1766年 上艾瑟尔领地
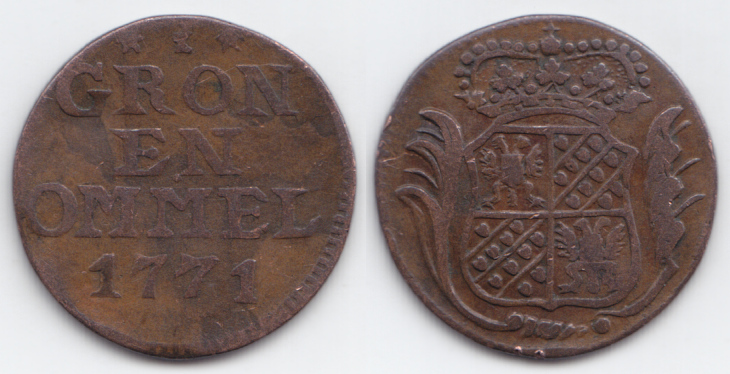
1杜伊特, 1771年 格罗宁根领地和奥默兰登（英语：Ommelanden）

流通於荷兰东印度公司的杜伊特
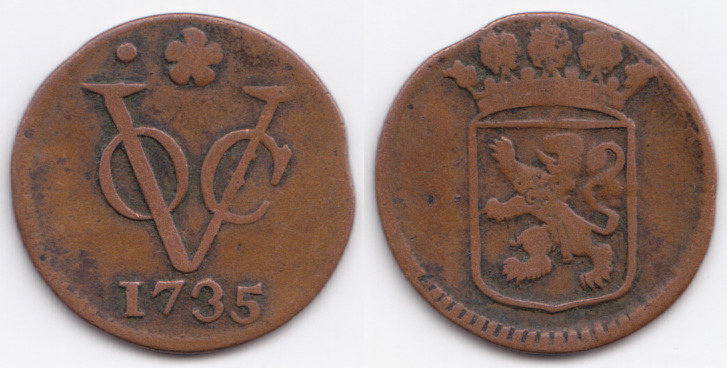
1杜伊特, 1735年 荷兰东印度公司,  荷蘭
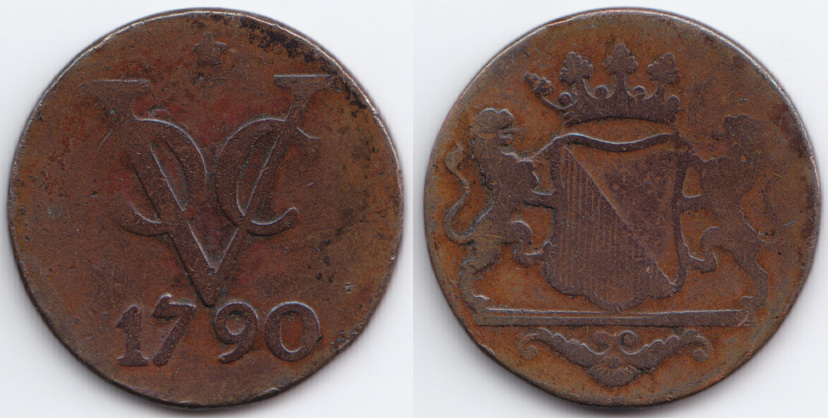
2杜伊特, 1790年 荷兰东印度公司,  乌德勒支领地
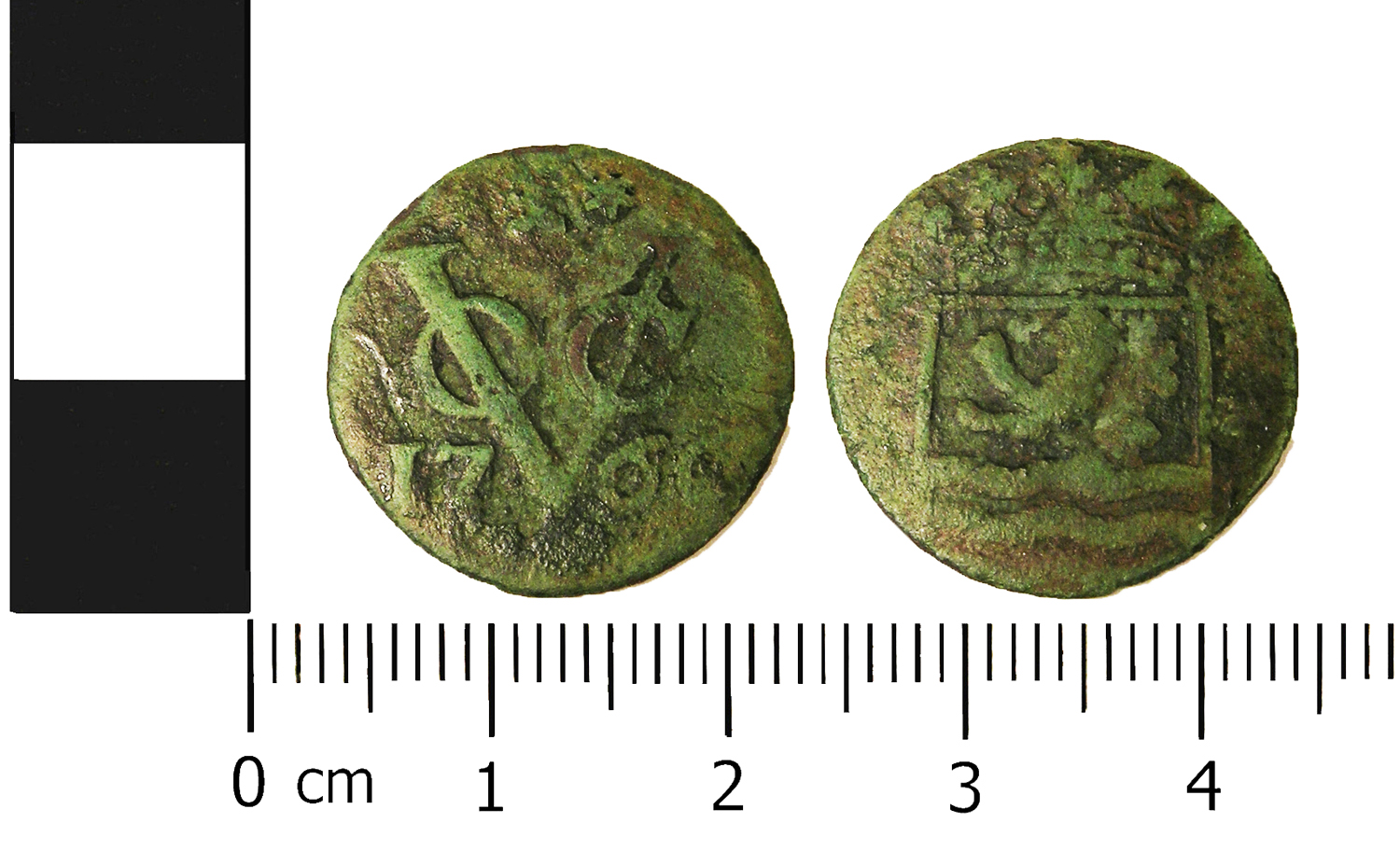
1杜伊特,1760或1766年荷兰东印度公司, 澤蘭省
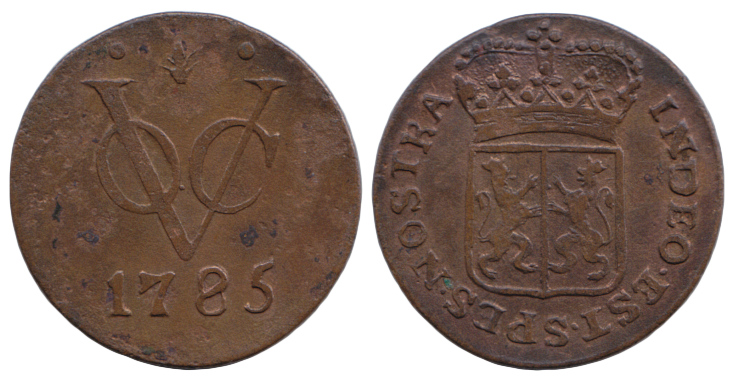
1杜伊特, 1785年 荷兰东印度公司 海爾德蘭省
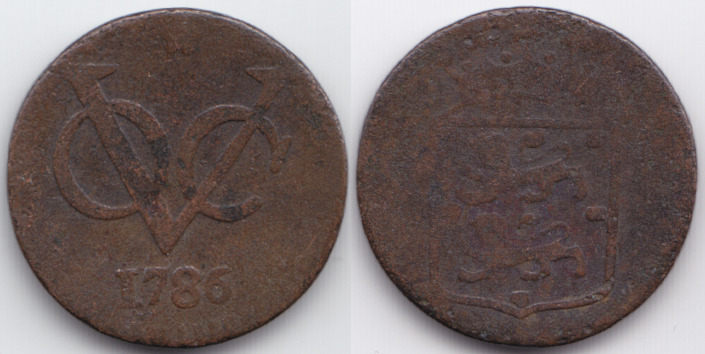
1杜伊特, 1786年 荷兰东印度公司 西弗里斯蘭

其他的杜伊特
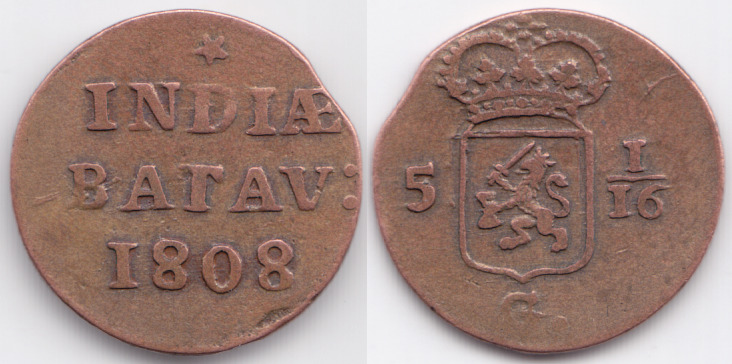
1杜伊特, 1808年, 巴達維亞共和國
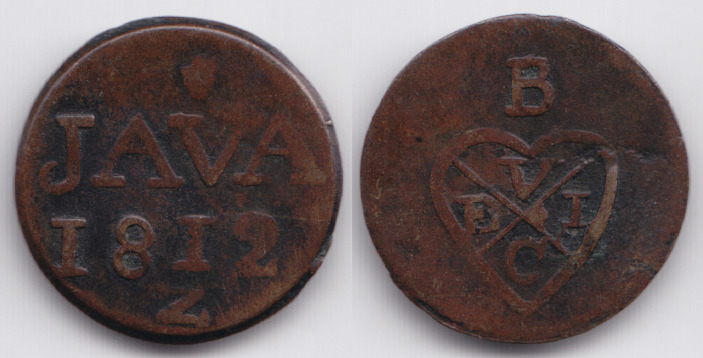
1杜伊特, 1812年, 荷屬東印度群島（爪哇岛，英國佔領）